# Harry Watson
Harold Ellis Watson, detto Harry (Saint John's, 14 luglio 1898 – London, 11 settembre 1957), è stato un hockeista su ghiaccio canadese.

## Palmarès

### Olimpiadi invernali
- Oro a Chamonix-Mont-Blanc 1924 nell'hockey su ghiaccio.